# Mirra (goma resina)

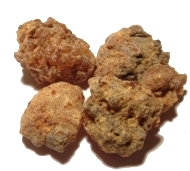
Mirra. Goma resina endurida extreta de Commiphora myrrha

La mirra és una goma resina extreta de les espècies d'arbres del gènere Commiphora, pertanyents a la família Burseràcies. La resina de mirra ha estat usada en medicina, perfumeria i com a encens. La mirra barrejada amb posca o vi es va utilitzar en moltes cultures antigues per produir sentiments agradables i també en la medicina com a antiinflamatori i analgèsic. La Bíblia esmenta la mirra en el llibre de l'Èxode com el més exquisit producte aromàtic que formava part de la composició dels sants olis que es feien servir en les cerimònies d'ungir els sacerdots i els reis. Era també un dels productes principals que es feien servir en l'antiguitat per a embalsamar els morts. També es cremava als temples i els palaus dels prínceps per produir fum aromàtic.

## Extracció
Quan es produeix una ferida en el tronc o la branca de l'arbre, a través de l'escorça, l'arbre segrega una goma resina. La secreció de la mirra es provoca ferint repetidament els arbres. La substància es coagula ràpidament. Després de ser recollida, la goma es va endurint i adquireix un aspecte més brillant o més opac depenent de l'espècie. S'enfosqueix amb el temps i sovint hi apareixen bandes o franges blanquinoses.

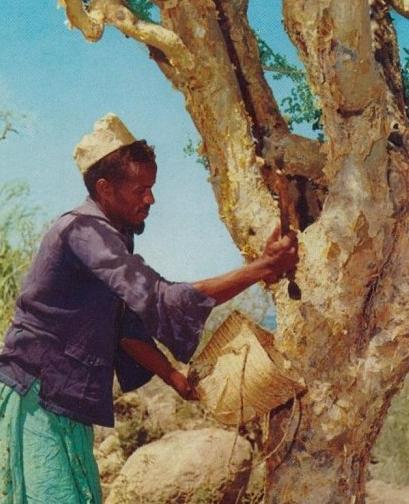
Recollint la mirra d'un arbre a Somàlia

La goma resina de mirra s'extreu habitualment dels arbres del gènere Commiphara: espècies Commiphora myrrha, Commiphora africana, Commiphora erythraea, Commiphora gileadensis, Commiphora habessinica, Commiphora hodai, Commiphora guardricincta, Commiphora schimperi i Commiphora truncata.
La Commiphora myrrha és originària de Somàlia, Oman, Iemen, Eritrea, la regió de Somàlia d'Etiòpia i parts de l'Aràbia Saudita. La meetiga, nom comercial de la mirra àrab, és més trencadissa i gomosa que la varietat somalí i no té les franges blanques característiques.
La mirra líquida, o extracte, sobre la qual va escriure Plini, antigament era un ingredient molt apreciat de la mèscla de resines d'arbres usades com a encens en les ofrenes i rituals jueus que actualment es comercialitza com a "encens jueu".